# Gerk gård
Gerk gård är en finländsk herrgård som ligger i nordvästra Mankans i Esbo, sydväst om korsningsområdet mellan Åboleden och Ring II. Herrgården är en av de gamla stamgårdarna på Smedsbyns bybacke och en del av ett historiskt landskapskomplex.

## Historia
Den tidigast namngivna kända ägaren av Gerk gård var Jöns Nilsson, som nämns år 1540. Vid den tiden var Gerk en av de fattigaste gårdarna i Esbo. Våren 1648–1682 var gården donerad till Gräsa gård. I samband med den stora reduktionen återfördes Gerk till kronan, och 1683 blev gården ett augment till Gräsa.
Enligt jordeboken från 1540 tillhörde Gerk en enhet om fyra gårdar, av vilka endast Smeds och Sten återstod vid slutet av 1500-talet, förutom Gerk.
Den nuvarande huvudbyggnaden på Gerk är nästan kubformad. Tegelbyggnaden har valmat tak två våningar. Den ritades av byggmästare Bernhard Olin. Gerks ekonomibyggnader har bevarats relativt väl.